# Pablo Huete
Pour les articles homonymes, voir Huete (homonymie).

a Compétitions nationales et continentales officielles uniquement.

b Matchs officiels uniquement.
Pablo Huete, né le 11 janvier 1989 à Santiago (Chili), est un joueur de rugby à XV international chilien évoluant au poste de deuxième ligne.

## Biographie

### Formation et débuts professionnels
Pablo Huete commence le rugby dans sa ville natale de Santiago, avec le Old Grangonian Club, au sein du championnat chilien. Il est alors entraîné par l'ancien All Black Paul Henderson (en).
Il porte le maillot national en catégorie junior en 2008 et 2009, participant au Trophée mondial avec l'équipe du Chili des moins de 20 ans.
Pablo Huete obtient sa première cape internationale avec l'équipe du Chili le 29 septembre 2010 à l'occasion d’un test-match des Cóndores contre les Tonga à Santiago.
En 2011, sur les conseils d'Henderson, il prend la direction la Nouvelle-Zélande afin de parfaire sa formation rugbystique. Il rejoint alors la région de Tasman et le club amateur du Buccaneers RFC, avec qui il s'illustre lors d'un match amical contre le Japon XV en marquant un essai,. Il est alors retenu dans le groupe de la province des Tasman Makos pour disputer le championnat des provinces. Il fait ses débuts professionnels le 19 juillet 2011 contre North Harbour, et dispute un total de sept matchs lors la saison,.

### Carrière en Europe
Toujours en 2011, il rejoint le centre de formation du club français du Castres olympique qui évolue en Top 14 pour une saison,. Il ne joue cependant pas de matchs avec l'équipe fanion castraise, et doit se contenter d'évoluer en catégorie espoir.
En 2012, il signe un contrat de deux saisons avec la Section paloise qui évolue en Pro D2, où joue alors son compatriote Sergio Valdés. Lors de ses deux saisons avec la Section, le club est défait en finale d'accession en 2013 (match auquel il ne participe pas) et en demi-finale la saison suivante. En mars 2014, il est annoncé qu'il ne sera pas conservé par le club à l'issue de la saison 2013-2014.
Il rejoint en 2014 le RC Massy, alors tout juste promu en Pro D2,. Il reste une saison avec le club francilien, où il s'impose comme un cadre (24 matchs disputés), avant d'être laissé libre à la suite de la rétrogradation du club en Fédérale 1.

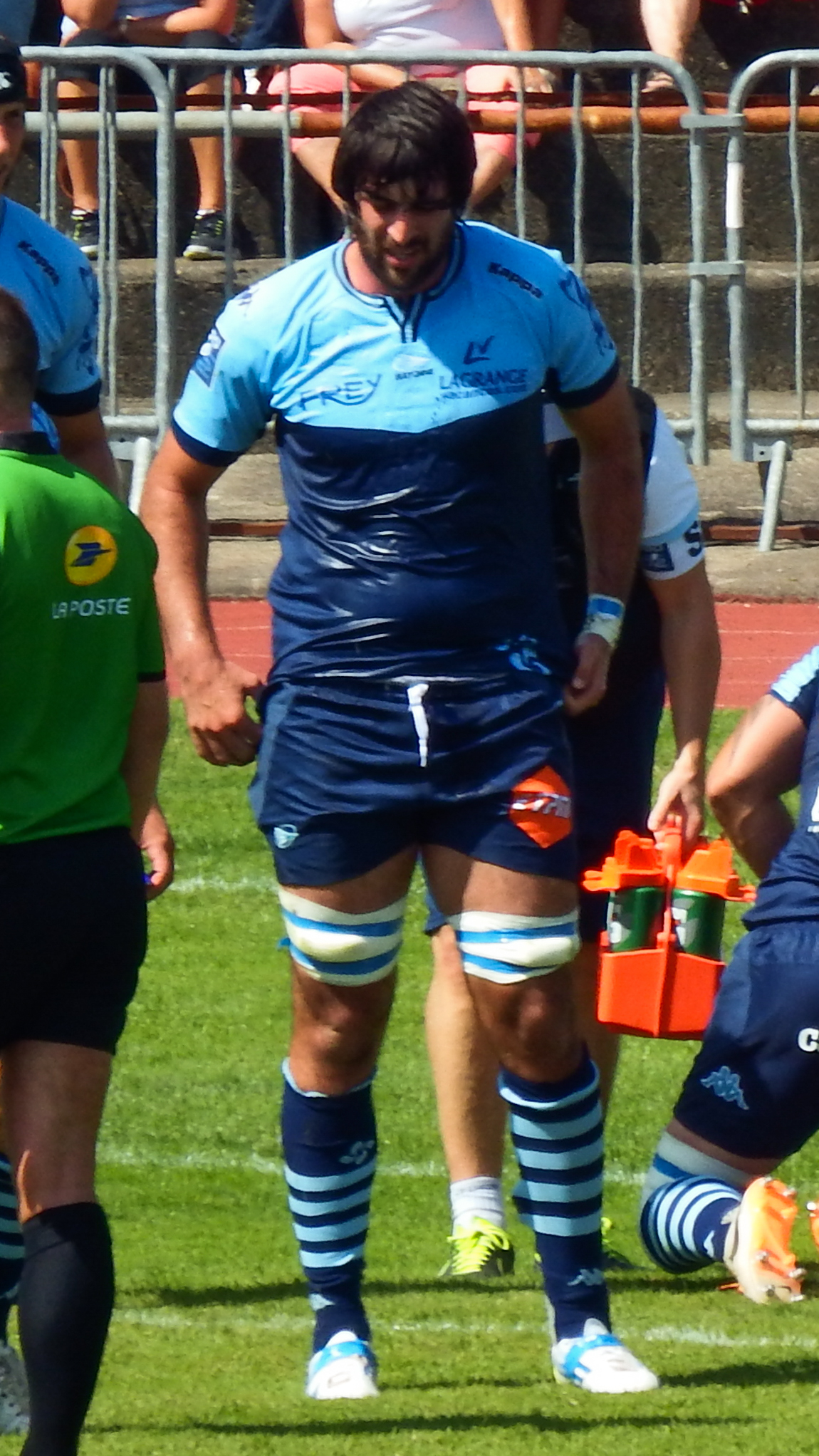
Pablo Huete évolue trois saisons avec l'Aviron bayonnais, ici pendant sa première année en 9 2015.

En juillet 2015, alors qu'il est au chômage depuis un mois, il est mis à l'essai par l'Aviron bayonnais qui vient d'être relégué en Pro D2. Il rejoint officiellement le club basque quelques jours plus tard. Il s'impose alors comme une pièce maîtresse de cette équipe au poste de deuxième ligne, participant activement à la remontée du club en Top 14 à l'issue de la saison 2015-2016,.
En juin 2018, en fin de contrat avec l'Aviron, il ne parvient à trouver un accord pour sa prolongation et quitte le club basque après trois saisons. Il figure ensuite dans la liste de Provale des joueurs au chômage avant de rejoindre l'US Dax en Fédérale 1, signant un contrat d'une saison. Néanmoins, il active sa clause libératoire lui permettant de rompre son contrat en cas de proposition d'un club évoluant en division professionnelle : après avoir disputé les matchs amicaux de l'intersaison sous les couleurs dacquoises, il s'engage ainsi avec le Soyaux Angoulême XV pour une saison à l'issue de laquelle il n'est pas conservé.

### Fin de carrière au Chili
De retour au Chili, il évolue avec le club avec celui d'Old Grangonian Club. En 2022, il est appelé dans le groupe chilien destiné à disputer la tournée d'automne de l'équipe nationale en Europe ; il fait ainsi son retour sous le maillot national après trois ans d'absence.
En 2023, il retrouve un contrat professionnel avec l'équipe chilienne de Selknam, engagée en Súper Rugby Américas,. Il est par la suite sélectionné dans le groupe chilien en vue de la préparation estivale pour la Coupe du monde 2023, échéance pour laquelle l'équipe est qualifiée.
Sa retraite sportive intervient au début de l'année 2024 ; Huete entre alors au sein de l'organigramme de la fédération chilienne.